# Lars August Bengtsson
Lars August Bengtsson, född 10 augusti 1834 i Loftahammars församling, Kalmar län, död 24 april 1913 i Loftahammars församling, Kalmar län, var en svensk folkmusiker och klarinettist.

## Biografi
Lars August Bengtsson föddes 1834 på Bredvassa i Loftahammars socken. Han lärde sig spela klarinett, tillsammans med sin bror av lanthandlaren Nisse Didan och Johansson. Bengtsson avled 1913.

## Upptecknade låtar
Upptecknade låtar av August Fredin efter Bengtsson.
- Polska i C-dur.[3]
- Polska i D-dur.[3]
- Polska i C-dur.[3]
- Polska i G-dur.[3]
- Polska i G-dur.[3]
- Polska i C-dur.[3]
- Polska i D-dur.[3]
- Polska i D-dur.[3]
- Polska i D-dur.[3]
- Polska i G-dur.[3]
- Polska i G-dur.[3]
- Ridmarsch i F-dur.[3]
- Vals i D-dur.[3]